# Бере Боск (сорт груш)
Бере Боск (Боск; англ. Beurré Bosc), также известный, как император Александр I (нем. Kaiser Alexander) — сорт груши обыкновенной. 

## История и название
Груши этого сорта были выведены во Франции в регионе Верхняя Сона.  Родиной сорта считается расположенная там деревня Апремон, откуда саженцы груши в середине XVIII столетия были отправлены в Парижский ботанический сад, где работа над селекцией сорта продолжилась. Уже к 1758 году появились плоды, которые были признаны селекционерами очень хорошими. Своё первое название сорт получил в честь садовода Луи Боска (1759—1828), тогда как слово «Бере» означает «маслянистый» и намекает на мягкую и сочную текстуру плода.
Во время Наполеоновских войн, после того как русские войска вступили в Париж, груши этого сорта произвели большое впечатление на императора Александра I. В Германии, где этот сорт распространился вскоре после этого времени, его, на волне русофильских настроений, стали называть Кайзер Александр ('Kaiser Alexander'), Императорская груша ('Kaiserbirne'), Груша Александра ('Alexanderbirne') , Императорская корона ('Kaiserkrone'); и только эпоха глобализации несколько потеснила эти местные названия в пользу первоначального названия 'Бере Боск', зачастую сокращаемого просто до 'Боск'.

## Описание
Груши 'Боск' имеют классическую грушевидную форму и коричневатую кожуру. В начале цикла созревания они, как правило, сочные, хрустящие и сладкие. При полном созревании плоды становятся еще слаще и мягче, а кожура становится морщинистой.
Поскольку груши Bosc имеют плотную и твердую мякоть, их можно использовать различными способами, например, для запекания , жарки и варки. Они могут сохранять свою форму на протяжении всего процесса приготовлении, при условии следования указаниям рецепта. Помимо этого, они прекрасно подходят для употребления в пищу в свежем виде.

## Культивирование
На сегодняшний день груши этого сорта выращиваются во Франции, Германии, Бельгии, США, Канаде, ЮАР и Австралии, а также в целом ряде других стран. Груши 'Бере Боск' устойчиво занимают одну из верхних строчек в списке самых продаваемых сортов груши во многих странах.
В Российской империи груши 'Бере Боск' особенно часто встречались в Крыму, откуда их отправляли в Москву и Санкт-Петербург поездом. Энциклопедический словарь Брокгауза и Ефрона сообщает об этом так:

Большою популярностью, особенно в Москве, пользуется сорт Александр (Beurré Bosk), который собирают в первой половине августа; плоды доходят (из Крыма) через 2—3 недели и сохраняются месяца два, не подвергаясь гниению. Они бутылочной формы, крупные, иногда весом до фунта; мякоть душистая, тающая, сладкая и сочная, наружный вид очень изменчив. Этот сорт хорошо переносит транспортировку. Дерево приносит ежегодно по 10—15 пудов груш.— ЭСБЕ